# Pandanus humbertii
Pandanus humbertii là một loài thực vật có hoa trong họ Dứa dại. Loài này được Laivao, Callm. & Buerki mô tả khoa học đầu tiên năm 2007.